# Teupin Asan
Teupin Asan is een bestuurslaag in het regentschap Aceh Jaya van de provincie Atjeh, Indonesië. Teupin Asan telt 48 inwoners (volkstelling 2010).